# Ніве-Нідорп
Ніве-Нідорп (нід. Nieuwe Niedorp) — село в нідерландській провінції Північна Голландія. Входить до муніципалітету Голландс-Крон.
Його площа становить 10,82 км², а населення станом на 2021 рік складало 2 255 осіб.
Перша згадка про населений пункт датується 1289 роком.
До 1970 року мало статус окремого муніципалітету.

## Галерея

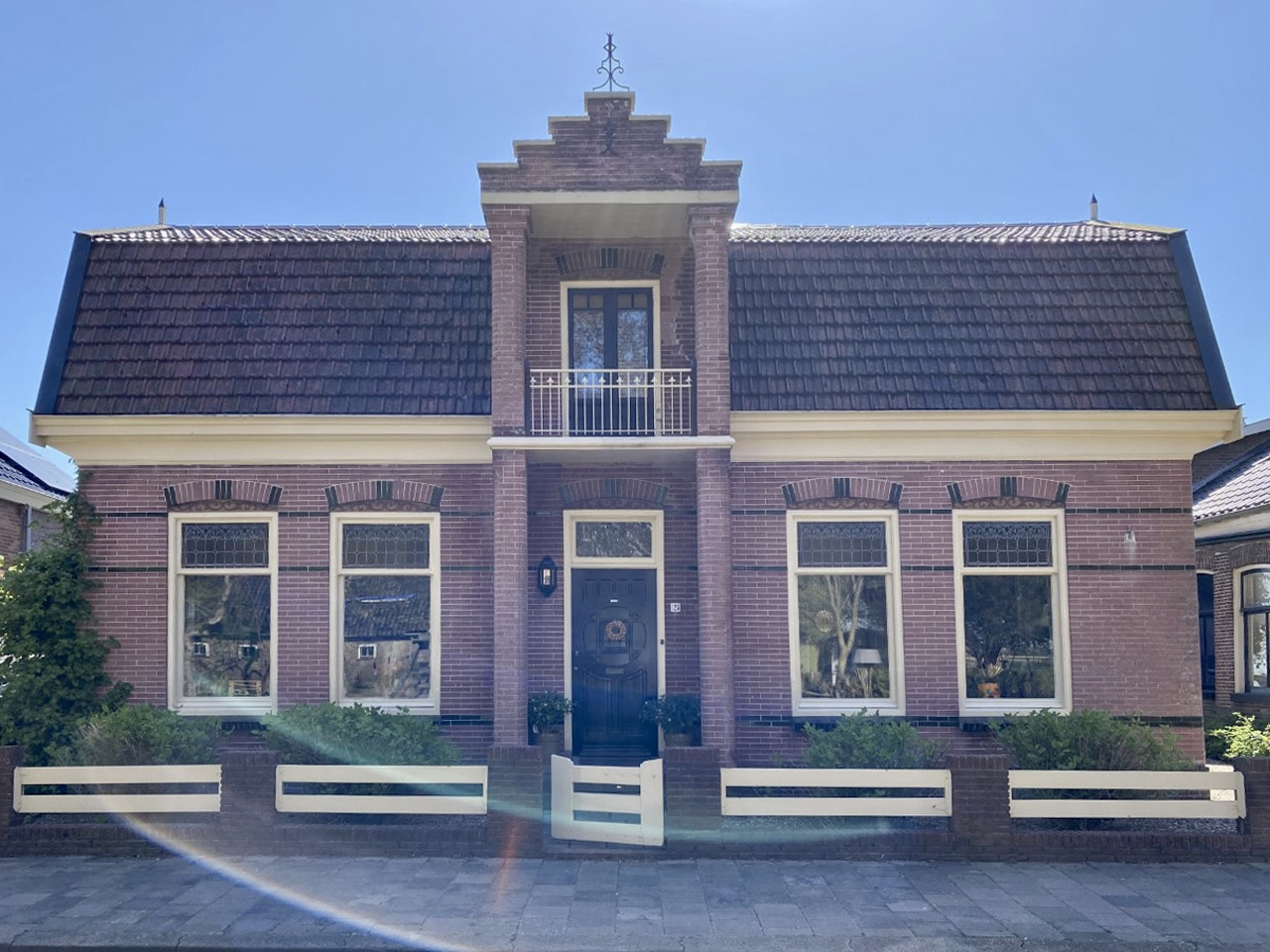
Будинок мера
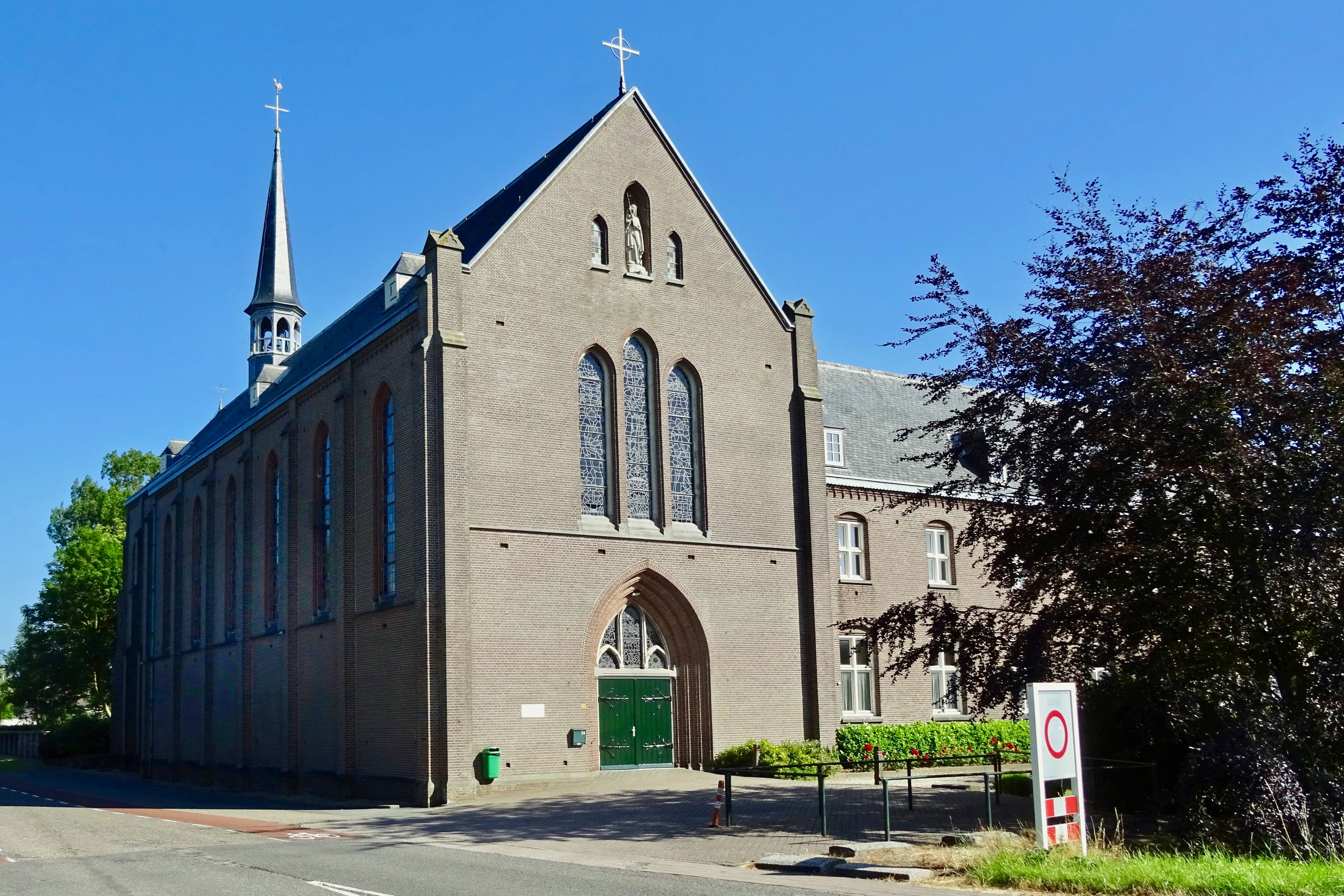
Монастир
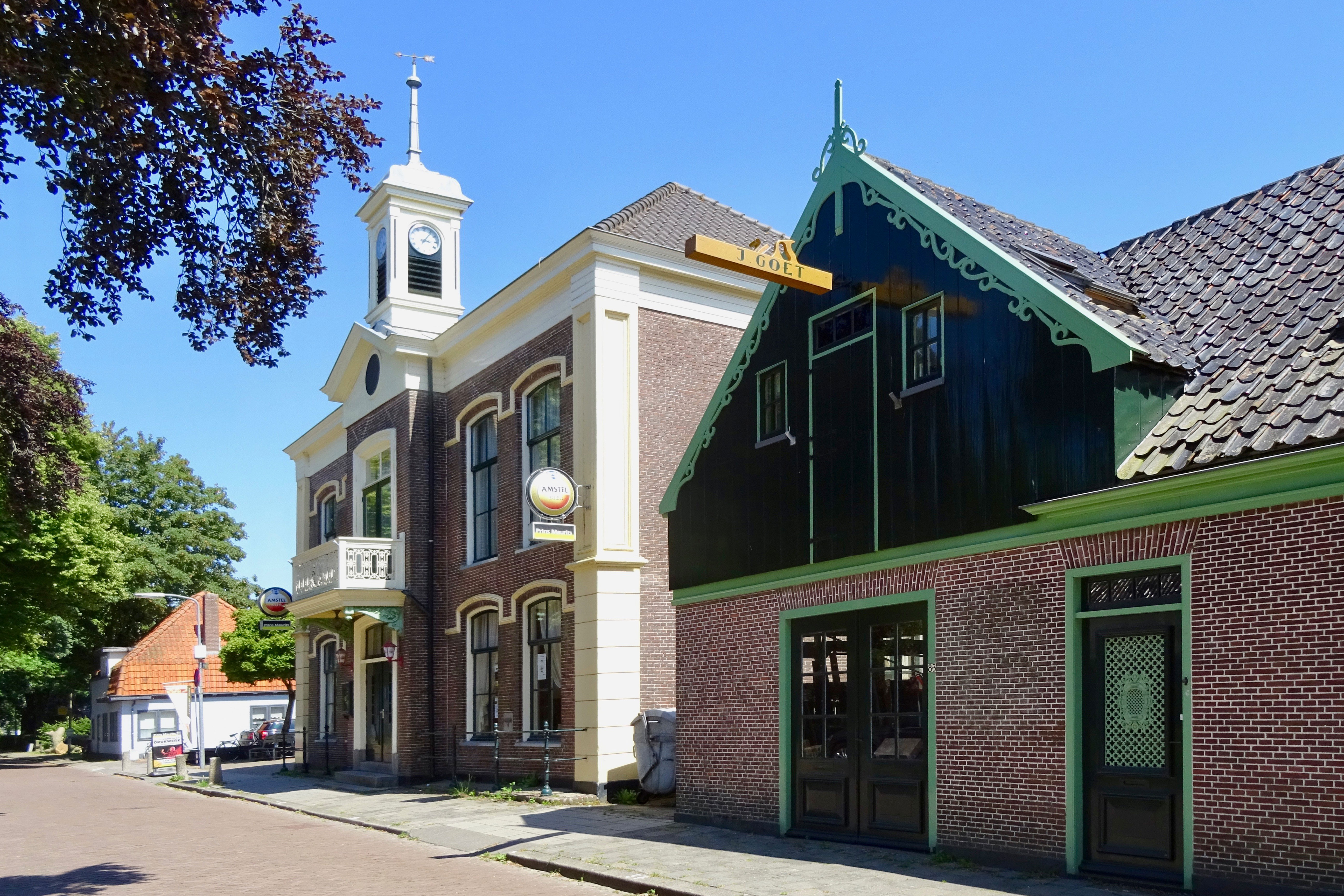
Сільський будинкок
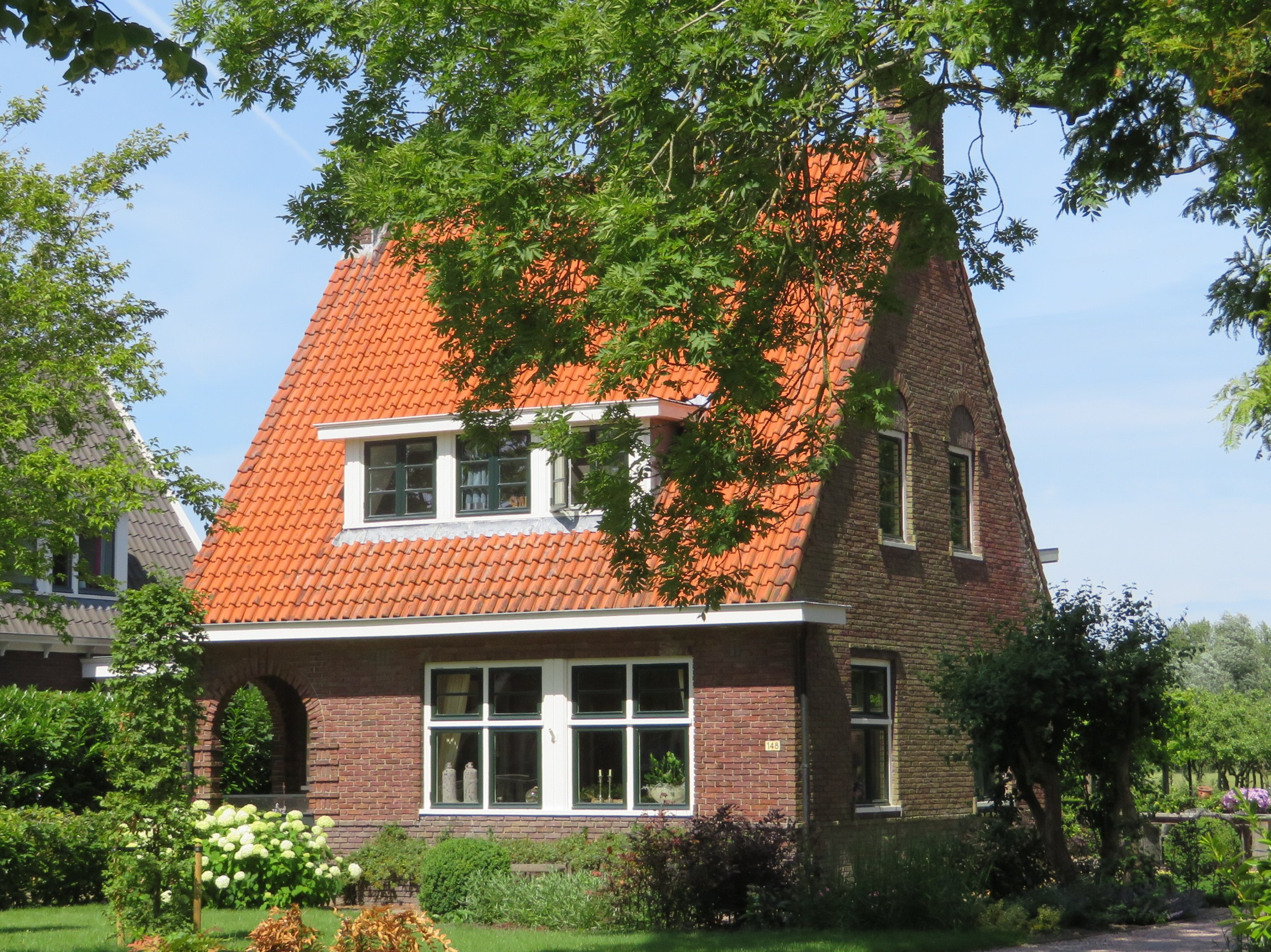
Сільський будинкок